# جغرافيا جزر فيرجن البريطانية

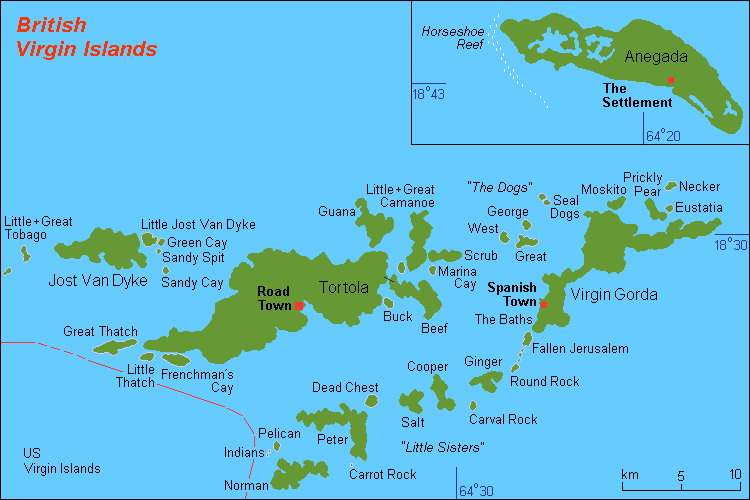
خريطة جزر فيرجن البريطانية

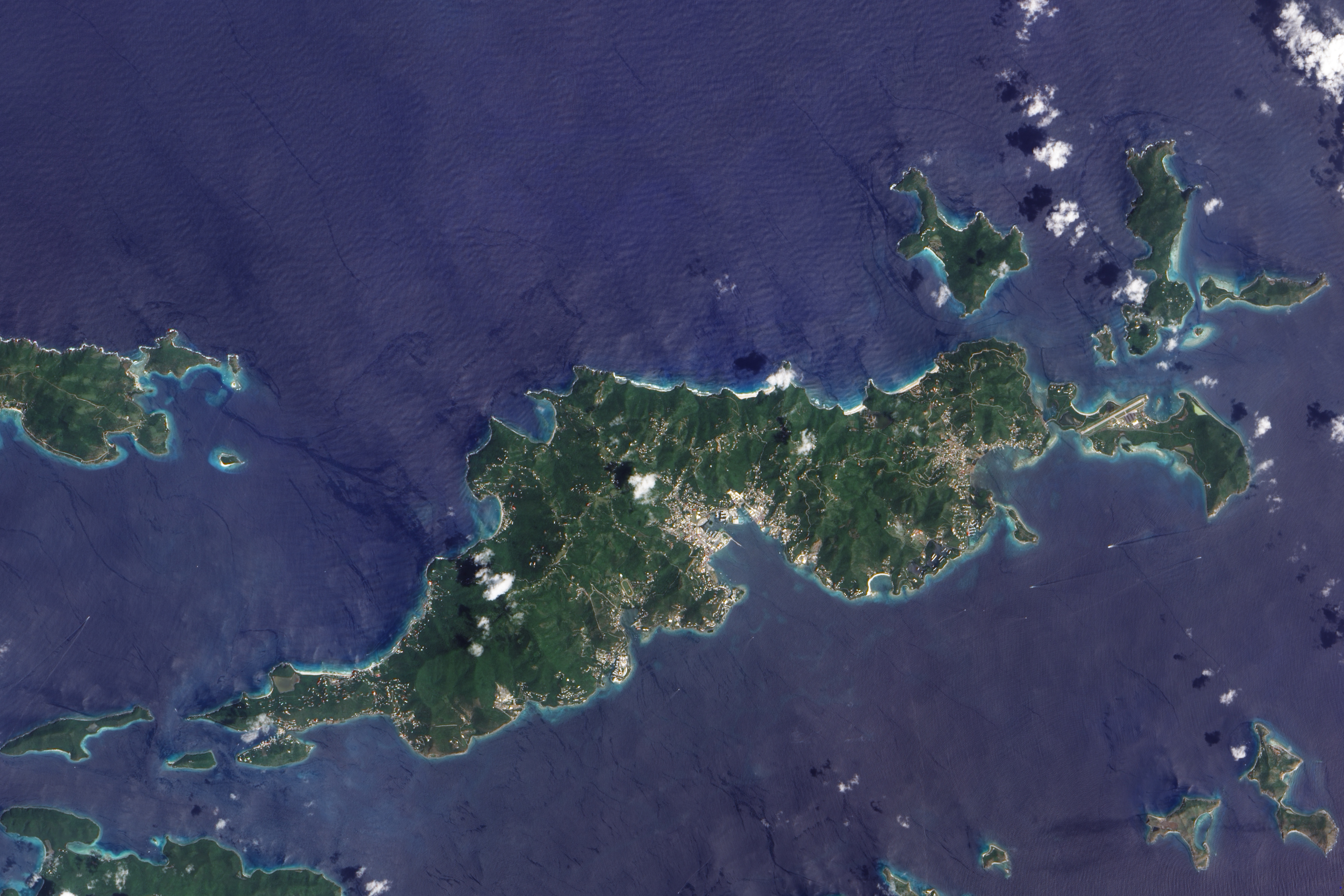
جزر فيرجن البريطانية - NASA ALI Earth Observing-1 (Visible Color) صورة القمر الصناعي

جزر فيرجن البريطانية، تقع في منطقة البحر الكاريبي بين البحر الكاريبي وشمال المحيط الأطلسي شرق بورتوريكو إحداثياتها الجغرافية هي18°30′N 64°30′W / 18.500°N 64.500°W تشمل مراجع الخرائط أمريكا الوسطى ومنطقة البحر الكاريبي. يبلغ إجمالي المساحة ١٥١ كيلومترات مربعة (حوالي ٠.٩ضعف مساحة واشنطن العاصمة ) وتضم ١٦ جزيرة مأهولة وأكثر من٢٠ جزيرة غير مأهولة ؛تشمل جزر تورتولا وأنيغادا وفيرجن غوردا وجوست فان دايك.تشمل المطالبات البحريه3 ميل بحري (5.6 كـم؛ 3.5 ميل) من البحر الإقليمي وباستثناء 200 ميل بحري (370.4 كـم؛ 230.2 ميل) منطقة الصيد. من حيث استخدام الأراضي، فهي ٢٠% أراضي صالحة للزراعه٦.٦٧%محاصيل دائمة و٧٣.٣٣% أخرى اعتبارًا من رقم ٢٠٠٥. لديها روابط قوية مع جزر فيرجن الأمريكية المجاورة وبورتوريكو.

## تضاريس
تتكون تضاريس الجزر من جزر مرجانية وهي مسطحة نسبيًا.الجزر البركانية شديدة الانحدار والتلال.أخفض نقطة لها هي البحر الكاريبي وأعلى نقطة لها هي جبل سيج على 521 متر (1,709 قدم) فوق مستوى سطح البحر.البلاد تحتوي على 80 كم من الساحل. هناك موارد مياه عذبة طبيعية محدودة باستثناء عدد قليل من الجداول والينابيع الموسمية في تورتولا،وتأتي معظم إمدادات المياه في الجزر من الآبار ومستجمعات مياه الأمطار.

## مناخ
تتمتع جزر فيرجن البريطانية بمناخ السافانا الاستوائي ،الذي تلطفه الرياح التجارية. تختلف درجات الحرارة قليلاً على مدار العام. في العاصمة، رود تاون،الحد الأقصى اليومي المعتاد هو حوالي 32 °م (89.6 °ف) في الصيف و 29 °م (84.2 °ف) في الشتاء. الحد الأدنى اليومي المعتاد هو حوالي 24 °م (75.2 °ف) في الصيف و 21 °م (69.8 °ف) في الشتاء. يبلغ متوسط هطول الأمطار حوالي 1,150 مليمتر (45.3 بوصة) سنويًا، أعلى في التلال وأقل على الساحل.يمكن أن يكون هطول الأمطار متغيرًا تمامًا، ولكن أكثر الشهور أمطارًا في المتوسط هي سبتمبر إلى نوفمبر وأكثر الشهور جفافاً في المتوسط هي فبراير ومارس تضرب الأعاصير الجزر من حين لآخر مع استمرار موسم الأعاصير من يونيو إلى نوفمبر.